# Graziella Polesinanti
Graziella Polesinanti (Roma, 12 marzo 1943) è un'attrice e doppiatrice italiana.

## Biografia
Prima di avviare la propria carriera d'attrice, ha studiato recitazione presso il Centro sperimentale di cinematografia.
Ha recitato prevalentemente in commedie e, fra i suoi lavori sul grande e piccolo schermo, ha preso parte alla miniserie televisiva Giandomenico Fracchia - Sogni proibiti di uno di noi e a due film della saga di Fantozzi ideata da Paolo Villaggio.
Nelle stagioni 1978-1979 e 1979-1980 ha interpretato la "Preziosa" nella commedia musicale Cyrano, scritto da Riccardo Pazzaglia e Domenico Modugno, per la regia di Daniele D'Anza.
Nel 1999 è stata premiata con il Nastro d'argento come miglior voce femminile per il suo doppiaggio di Fernanda Montenegro in Central do Brasil.
Ha doppiato fra le altre Lynn Cohen nei film Sex and the City, Quando tutto cambia e Eagle Eye; Chus Lampreave nelle pellicole Volver - Tornare e Fuori menù, Kelly Bishop nel ruolo di Emily Gilmore nella serie Una mamma per amica e la tartaruga Camilla in Fantazoo.

## Filmografia

### Cinema
- Gli arcangeli, regia di Enzo Battaglia (1962)
- Gli eroi di ieri... oggi... domani, terzo episodio, regia di Frans Weisz (1963)
- Extraconiugale, regia di Giuliano Montaldo (1964)
- Il disco volante, regia di Tinto Brass (1964)
- L'arcangelo, regia di Giorgio Capitani (1969)
- La soldatessa alla visita militare, regia di Nando Cicero (1977)
- L'insegnante va in collegio, regia di Mariano Laurenti (1978)
- La settimana bianca, regia di Mariano Laurenti (1980)
- Una vacanza del cactus, regia di Mariano Laurenti (1981)
- Pierino il fichissimo, regia di Alessandro Metz (1981)
- Dio li fa poi li accoppia, regia di Steno (1982)
- Fantozzi subisce ancora, regia di Neri Parenti (1983)
- College, regia di Castellano e Pipolo (1984)
- Scugnizzi, regia di Nanni Loy (1989)
- Fantozzi alla riscossa, regia di Neri Parenti (1990)
- Ci hai rotto papà, regia di Castellano e Pipolo (1993)

### Televisione
- Giandomenico Fracchia - Sogni proibiti di uno di noi – miniserie TV (1975)
- Luigi Ganna detective – miniserie TV (1979)
- Un amore americano, regia di Piero Schivazappa – film TV (1994)
- Come quando fuori piove, regia di Bruno Gaburro – film TV (1998)
- Una donna per amico – serie TV (1999)
- Provaci ancora prof! – serie TV (2005–2013)
- I Cesaroni – serie TV, episodio 2x08 (2008)
- Miacarabefana.it, regia di Lodovico Gasparini – film TV (2009)
- Rocco Schiavone – serie TV, episodio 3x01 (2019)

## Prosa televisiva Rai
- Il collegio degli scandali, di Arthur W. Pinero, regia di Flaminio Bollini e Carla Ragionieri, trasmessa il 17 gennaio 1964.

## Teatro
- Cyrano, regia di Daniele D'Anza (1978-1980)

## Doppiaggio

### Film
- Lynn Cohen in Quando tutto cambia, Sex and the City, Un perfetto gentiluomo, Sex and the City 2, Mr Cobbler e la bottega magica
- Celia Imrie ne Il diario di Bridget Jones, Che pasticcio, Bridget Jones!, Bridget Jones's Baby, Mamma Mia! Ci risiamo, Bridget Jones - Un amore di ragazzo
- Jacki Weaver in Equals, The Disaster Artist, Bird Box, L'unica
- June Squibb in Nebraska, Natale all'improvviso, 2 gran figli di..., Thelma
- Eileen Atkins in The Avengers - Agenti speciali, Beautiful Creatures - La sedicesima luna, Un tè con le regine - Quattro attrici si raccontano
- Cicely Tyson ne Il mio amico a quattro zampe, The Help, La verità di Grace
- Dale Dickey in Iron Man 3, Senza lasciare traccia, Horizon: An American Saga - Capitolo 1
- Cloris Leachman in The Women, The Wedding Ringer - Un testimone in affitto
- Betty White in Ricatto d'amore, Ancora tu!
- Takayo Fischer ne La ricerca della felicità, Pirati dei Caraibi - Ai confini del mondo
- Dana Ivey in Una bionda in carriera, Two Weeks Notice - Due settimane per innamorarsi
- Gisèle Casadesus in Le passeggiate al Campo di Marte, La chiave di Sara
- Geraldine Chaplin in Madre Teresa, Il ponte di San Luis Rey
- K Callan in Cena con delitto - Knives Out
- Barbara West in Babadook
- Margarete Tiesel ne Il mostro di St. Pauli
- Celia Weston in Hulk
- Vicky Haughton ne La ragazza delle balene
- Mary Black in Hope Springs
- Miriam Margolyes in Parto con mamma
- Jill Freud in Love Actually - L'amore davvero
- Catherine O'Hara in Lemony Snicket - Una serie di sfortunati eventi
- Clare Higgins ne La bussola d'oro
- Marianne Leone in I tre marmittoni
- Tess Harper in Non è un paese per vecchi
- Jane Alderman in Ti odio, ti lascio, ti...
- Phyllis Somerville in Little Children
- Estelle Harris in C'era una volta in America (ed. 2003)
- Chita Rivera in Chicago
- Eileen Essell ne La fabbrica di cioccolato
- Lyne Odums ne Ladykillers
- Édith Scob in Vidocq - La maschera senza volto
- Ffolliott Le Coque in Casinò
- Carol Arthur in Killer per caso
- Kathryn Hunter in Harry Potter e l'Ordine della Fenice
- Fernanda Montenegro in Central do Brasil
- Harriet Walter in The Young Victoria
- Sharon Osbourne in Garfield 2
- Frances de la Tour in Alice in Wonderland
- Gemma Jones in Good - L'indifferenza del bene
- Lupe Ontiveros in Beverly Hills Chihuahua 2
- Faye Dunaway in Jennifer's Shadow
- Elizabeth Shepherd in Amelia
- Rosemary Harris in Una spia non basta
- Betty Murphy in Una notte da leoni 3
- Sloane Shelton ne La voce dell'amore
- Muriel Kuhn in Come d'incanto
- Annette Crosbie in Into the Woods
- Charlotte Rae in Dove eravamo rimasti
- Julia Blake in Non avere paura del buio
- Mariana Hewett in Eyes Wide Shut
- Maria McDermottroe in Le ceneri di Angela
- Betty Phillips in Cani & gatti - La vendetta di Kitty[1]
- Lise Lamétrie in LOL - Il tempo dell'amore
- Stella McCusker in Nowhere Special - Una storia d'amore
- Kristin Smith in Elizabeth: The Golden Age
- Fernanda Montenegro in Central do Brasil
- Joan Gregson in It - Capitolo due
- Deanna Dunagan in Asteroid City
- Amy Hill in 50 volte il primo bacio
- Andrea Martin in Little Italy - Pizza, amore e fantasia
- Bunny Levine in Non sei invitata al mio bat mitzvah
- Silvia Villazur ne Il cuore lo sa

### Televisione
- Frances Conroy in American Horror Story, La nebbia, Young Sheldon, The Tale
- Betty Buckley in Pretty Little Liars, Supergirl, Law & Order - Unità vittime speciali
- Phyllis Somerville in Fringe, Blue Bloods, Omicidio a Easttown
- Rita Moreno in Resurrection Blvd., Ugly Betty, I signori del rum
- CCH Pounder in The Practice - Professione avvocati, Revenge
- Lesley Ann Warren in Crossing Jordan, Il tocco di un angelo
- Mary Beth Peil in Dawson's Creek
- Kelly Bishop in Una mamma per amica
- Betty White in Hot in Cleveland
- Cicely Tyson in Le regole del delitto perfetto
- Dana Ivey in Sex and the City
- Polly Bergen in Desperate Housewives (stagione 4 - seguenti)
- Eva Kryll ne L'isola di Katharina
- Cloris Leachman ne Il tocco di un angelo
- Kathryn Hunter in I miserabili
- Eileen Essell ne Law & Order: UK
- Rebecca Schull in Suits
- Ferda Işıl ne La notte nel cuore
- Concha Velasco in Le ragazze del centralino
- Margaret John ne Il Trono di Spade
- Shirley MacLaine in Only Murders in the Building
- Deanna Dunagan in House of Cards - Gli intrighi del potere
- Pam Ferris in Jane Eyre
- Ángela Molina in Velvet
- Joan Plowright in Joseph il tenore
- Anne Reid in Years and Years
- Miriam Margolyes in Miss Marple
- Kim Young-ok in Squid Game
- Casey Camp-Horinek in Avatar - La leggenda di Aang
- Julie Adams in CSI: NY
- Sarah Crowden in Le indagini di Sister Boniface
- Barbara Sukowa in Constellation
- Sema Çeyrekbaşı in Yaratilan - La creatura
- Lisa Lu in Morte e altri dettagli

### Soap opera e telenovelas
- Beatriz Ornella in Rosa selvaggia
- Nora Cárpena in Love Divina
- Johanna Jansen in My Life
- Miriam Pires in Figli Miei Vita Mia

### Film TV
- Penelope Wilton in The Girl - La diva di Hitchcock
- Jean Marsh in Un cavallo per la strega
- Tsai Chin in Wendy Wu: Guerriera alle prime armi

### Animazione
- Strega della maledizione in Freakazoid!
- Yuzuha in Chi ha bisogno di Tenchi? - The Movie - La vigilia dell'estate
- Babamon in Digimon Tamers
- Masai in Galaxy Express 999
- Bart in Ken il guerriero
- Burt in Ken il guerriero (1° doppiaggio)
- Camilla in Fantazoo
- Bobolo in Nanà Supergirl
- Regina in Paperino nel mondo della matemagica[2] (ridoppiaggio 1990)
- Nonna di Taeko in Pioggia di ricordi
- Muriel ne La fattoria degli animali
- Madre del dottor Tofu in Ranma ½
- Sgra. Vitello in Hey, Arnold!
- Rebecca in TaleSpin
- Mrs. Lipsky in Kim Possible
- Nicoletta in Nino, il mio amico ninja
- Sorella di Hiroshi negli OAV di Carletto il principe dei mostri
- Anziana orientale in Titan A.E.
- Coccinella numero 2 in Uno zoo in fuga
- Aneesa in Disney Princess: Le magiche fiabe - Insegui i tuoi sogni
- Zelda in Red e Toby 2 - Nemiciamici
- Nonna Sarah in Kung Fu Panda 3, Kung Fu Panda - Le zampe del destino
- Penny la porcospina ne La gang del bosco
- Maestra in Tiffany e i tre briganti
- Strega annoiata in Tre gemelle e una strega, La strega annoiata
- Dorothy in Cinderella Boy
- Hildegarde ne La sposa cadavere
- Mamma Cotechino in Chicken Little - Amici per le penne
- Lachese in Hercules
- Eunice in Hotel Transylvania, Hotel Transylvania 2, Hotel Transylvania 3 - Una vacanza mostruosa, Hotel Transylvania - Uno scambio mostruoso
- Polyushka in Fairy Tail
- Tharma in Winx Club
- Gemelle Stitch e la Vedova Mcpherson in Leone il cane fifone
- Betty Smith in American Dad!
- Victoria in Titanic - La leggenda continua
- Lulu Pickles in I Rugrats a Parigi - Il film, I Rugrats
- Nonna navigatore in Lissy - Principessa alla riscossa
- Louise in Le avventure del topino Despereaux
- Strega Hazel nei cortometraggi Looney Tunes[3], Merrie Melodies, Space Jam, I misteri di Silvestro e Titti
- Doraemon in Doraemon nel paese preistorico, Doraemon esplora lo spazio, Doraemon nel paese delle meraviglie
- Helen Lovejoy (1ª voce), la signorina Coz e Elizabeth Hoover (ep. 2x18) in I Simpson[4]
- Poliziotta Edith in Up
- Miss Croner in Alvinnn!!! e i Chipmunks
- Marge Simpson (1ª voce, ep.6.2) e Thelma Griffin ne I Griffin
- Mama Odie (voce) ne La principessa e il ranocchio
- Madre Mae-Eye in Teen Titans Go!
- Mrs. Wicket in Mr Bean (st. 2)
- Matatabi in Naruto Shippuden
- Ito Morita ne In questo angolo di mondo
- La Nonna in Pedro: Galletto coraggioso
- Baba Yaga in Monster Family
- Wulftrud in Vampiretto[5]
- Bitey White in Toy Story 4
- Lanolin in Garfield e i suoi amici
- Granny May in Word Girl
- Nonna Frump ne La famiglia Addams
- Nai Nai ne Il piccolo yeti
- Gamu in Mister Link
- Grecklin in Onward - Oltre la magia[6]
- Gerel in Soul
- Marilù Bagge in Viaggio ad Altrove: Scooby-Doo! incontra Leone il cane fifone
- Sig.ra Yoshitani in Belle
- Zia Clarice in The House[7]
- Darby Steel in Lightyear - La vera storia di Buzz
- Pearle Watson in Close Enough
- Sacerdotessa in Eureka Seven[8]
- Signora anziana in Curioso come George
- Irene in Diario di una schiappa - La legge dei più grandi
- Maga Cornacchia in Cuccioli (2^ voce)
- Antenata anziana in Mulan, Mulan II
- Predatrice ragno ne L'ape Maia - Le Olimpiadi di miele
- Somma Hii in Princess Mononoke (entrambi i doppiaggi)
- Zia Lucy in Paddington, Paddington 2
- Signora tartaruga in Le avventure di Sammy
- Ah Puch in Maya e i tre guerrieri
- Grayson in Arcane
- Erin in Prendi il volo
- Jeanette in Love, Death & Robots
- Pauline Kohl in Carol e la fine del mondo
- Nostalgia in Inside Out 2
- Preside Ursula Übelschlecht in Cattivissimo me 4
- Nonna con occhiali in Look Back
- Old Maid in Spellbound - L'incantesimo
- Zia Lucy in Paddington in Perù

### Videogiochi
- Strega Hazel in Bugs Bunny: Lost in Time
- Mamma Cotechino in Chicken Little[9]
- Lachesi in Disney's Hercules[10]
- Edna Mode in Gli Incredibili - Quando il pericolo chiama[11]
- Nonna in Disney Illusion Island (2023)[12]